# Лук копетдагский
Лук копетдагский (лат. Allium kopetdagense) — многолетнее травянистое растение, вид рода Лук (Allium) семейства Луковые (Alliaceae).

## Распространение и экология
В природе ареал вида охватывает горные районы Туркменистана. Эндемик.
Произрастает на щебнистых склонах.

## Ботаническое описание
Луковица яйцевидная, диаметром 0,5—0,75 мм, наружные оболочки бумагообразные, серые, с едва заметными параллельными жилками. Стебель высотой 5—12 см, до половыны одетый гладкими влагалищами листьев.
Листья в числе трёх, нитевидные, полуцилиндрические, желобчатые, гладкие, значительно превышающие зонтик.
Чехол остающийся, в 3 раза короче зонтика, без носика. Зонтик коробочконосный, полушаровидный или реже почти шаровидный, рыхлый, немногоцветковый. Цветоножки почти равные, равны или в полтора раза длиннее, без прицветников. Листочки колокольчатого околоцветника, розовые, с пурпурной жилкой, равные, узколанцетные, острые, длиной 6—7 мм. Нити тычинок в полтора раза короче листочков околоцветника, не треть между собой и с околоцветником сросшиеся, цельные, наружные треугольно-шиловидные, внутренние треугольные, почти в 3 раза шире наружных. Столбик не выдается из околоцветника.
Коробочка почти в 2 раза короче околоцветника, с широко обратно-сердцевидными створками.

## Таксономия
Вид Лук копетдагский входит в род Лук (Allium) семейства Луковые (Alliaceae) порядка Спаржецветные (Asparagales).
|  |                                      |  |                                                             |                                                             |                   |  | ещё 24 семейства (согласно Системе APG II) | ещё 24 семейства (согласно Системе APG II) |                      |  |  |  | ещё более 870 видов |
|  |                                      |  |                                                             |                                                             |                   |  | ещё 24 семейства (согласно Системе APG II) | ещё 24 семейства (согласно Системе APG II) |                      |  |  |  | ещё более 870 видов |
|  |                                      |  |                                                             | порядок Спаржецветные                                       |                   |  |                                            |                                            | род Лук              |  |  |  |                     |
|  |                                      |  |                                                             | порядок Спаржецветные                                       |                   |  |                                            |                                            | род Лук              |  |  |  |                     |
|  | отдел Цветковые, или Покрытосеменные |  |                                                             |                                                             | семейство Луковые |  |                                            |                                            | вид Лук копетдагский |  |  |  |                     |
|  | отдел Цветковые, или Покрытосеменные |  |                                                             |                                                             | семейство Луковые |  |                                            |                                            |                      |  |  |  |                     |
|  |                                      |  | ещё 44 порядка цветковых растений (согласно Системе APG II) | ещё 44 порядка цветковых растений (согласно Системе APG II) |                   |  |                                            | ещё около 300 родов                        | ещё около 300 родов  |  |  |  |                     |
|  |                                      |  |                                                             | ещё 44 порядка цветковых растений (согласно Системе APG II) |                   |  |                                            |                                            | ещё около 300 родов  |  |  |  |                     |